# Conradina verticillata
Conradina verticillata là một loài thực vật có hoa trong họ Hoa môi. Loài này được Jennison mô tả khoa học đầu tiên năm 1933.

## Hình ảnh

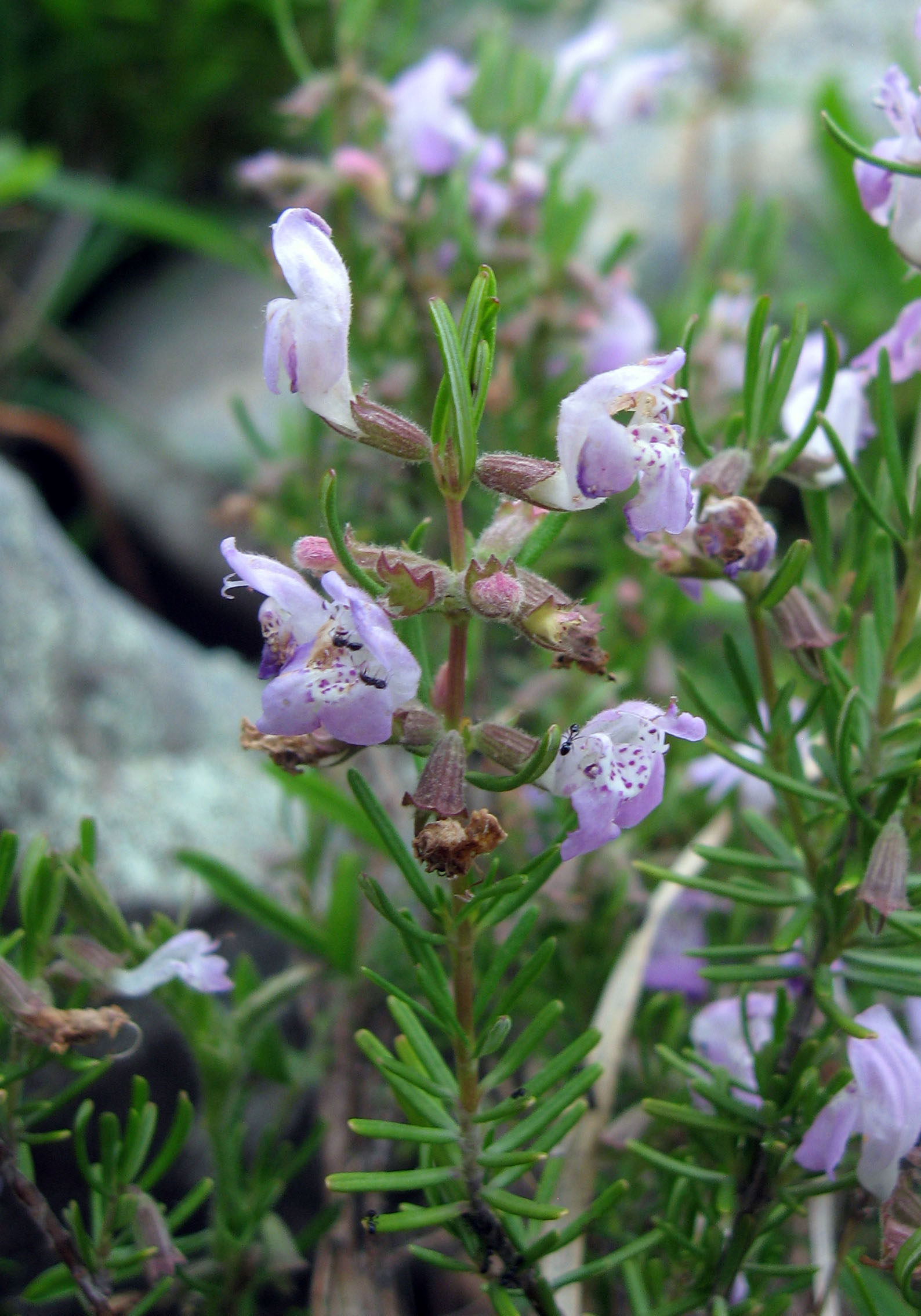
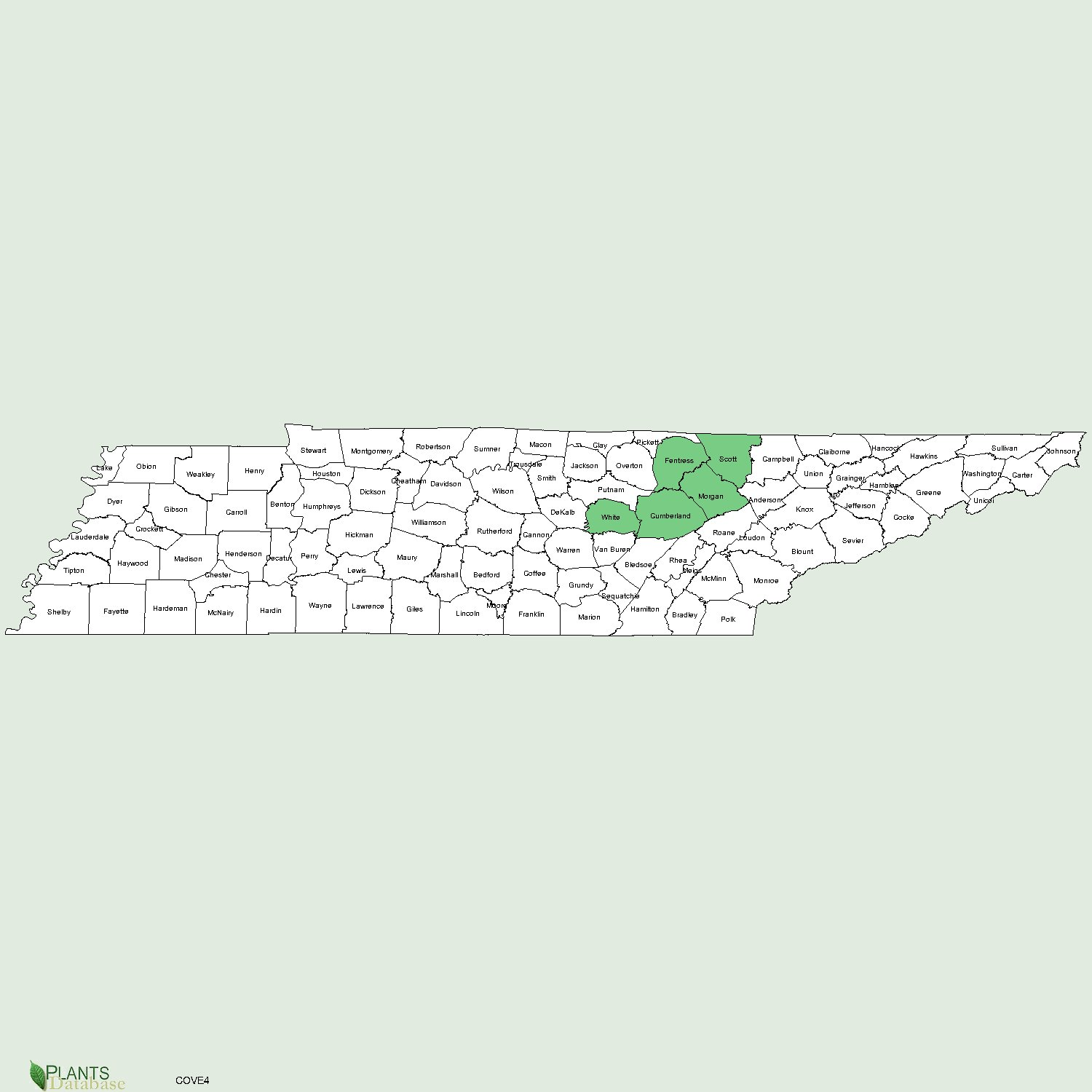
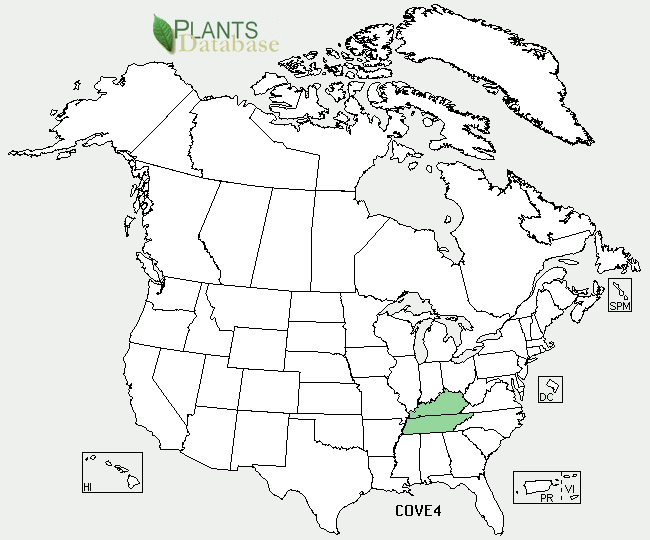